# یواف‌ال (بازی ویدئویی)
یواف‌ال (به انگلیسی: UFL) یک بازی شبیه‌ساز فوتبال است که به عنوان یک بازی کامپیوتری رایگان توسط شرکت استریکرز برای پلی‌استیشن ۴، پلی‌استیشن ۵، ایکس‌باکس وان و ایکس‌باکس سری اکس/اس است که در تاریخ نامشخص منتشر خواهد شد.
کریستیانو رونالدو سرمایه‌گذار این بازی است. این بازی به عنوان رقیب ئی‌فوتبال ۲۰۲۴ و اف‌سی ۲۴ شناخته می‌شود.